# Turnul cu ceas din Giurgiu
Turnul cu ceas din Giurgiu este un monument istoric de tip A din municipiul Giurgiu, înscris în Lista monumentelor istorice 2004 - Județul Giurgiu cu cod LMI GR-II-m-A-14913, cu titulatura Turnul Ceasornicului. Este simbol al orașului Giurgiu, fiind prezent pe stema județului. 

## Istorie
Turnul cu ceas a fost construit în secolul al XVIII-lea, de către otomani, pentru a le servi acestora drept punct de observație și foișor de foc, în perioada cât Giurgiu a fost raia turcească.
În anul 1836, printr-un ordin al Primăriei din Giurgiu, s-a aprobat repararea turnului, care era construit atunci în mare parte din piatră și lemn, în formă de piramidă hexagonală, cu înălțimea de 22 m și diametrul de 5 m. În același an, Turnul cu ceas a început să fie folosit ca depozit pentru unetele necesare pompierilor, ceea ce a constituit un prim pas pentru înființarea serviciului de pompieri în Giurgiu.
În 1837 camerele ce se aflau pe atunci în jurul turnului au fost ocupate de Poliția locală. Ulterior, în 1839, turnului i s-a adăugat un ceasornic cu clopot care anunța ora în oraș.

Litografie din 1839, realizată după desenul lui Auguste Raffet, deținută în colecția Muzeului Județean „Teohari Antonescu”

Pictorul francez Auguste Raffet a realizat în 1837 un desen care înfățișează Turnul cu ceas, cu ocazia expediției științifice întreprinsă de contele Anatol Demidoff în Rusia, însoțit de o echipă de savanți. Lucrările sale descriau atmosfera orientală din Giurgiu și au ilustrat ca un film observațiile științifice din Voyage dans la Russie Meridionale et la Crimee, par la Hongrie, la Moldavie et le Valachie (Paris, 1838-1848). Acest desen este cea mai veche reprezentare a turnului.
În 1883, turnul din piatră a fost reparat de arhitecții Faiser Vanmengen și Katzake și s-a ridicat vârful turnului. Clopotul a rezistat până în 1885, fiind unul dintre cele trei clopote de bronz ale Bisericii Sfântul Nicolae din Giurgiu turnate din bronzul tunurilor cucerite de ruși la cetatea Silistrei în 1829. Apoi a fost topit și turnat din nou în București, cu dimensiuni mai mari, în timpul domniei regelui Carol I al României.

### Renovare
Turnul cu ceas a intrat în reconsolidare la sfârșitul anului 2005, lucrările fiind terminate în 2007. Cu această ocazie, ceasornicul a fost înlocuit cu unul nou, cel original aflându-se la Muzeul Județean „Teohari Antonescu” din orașul Giurgiu. 

## Galerie imagini

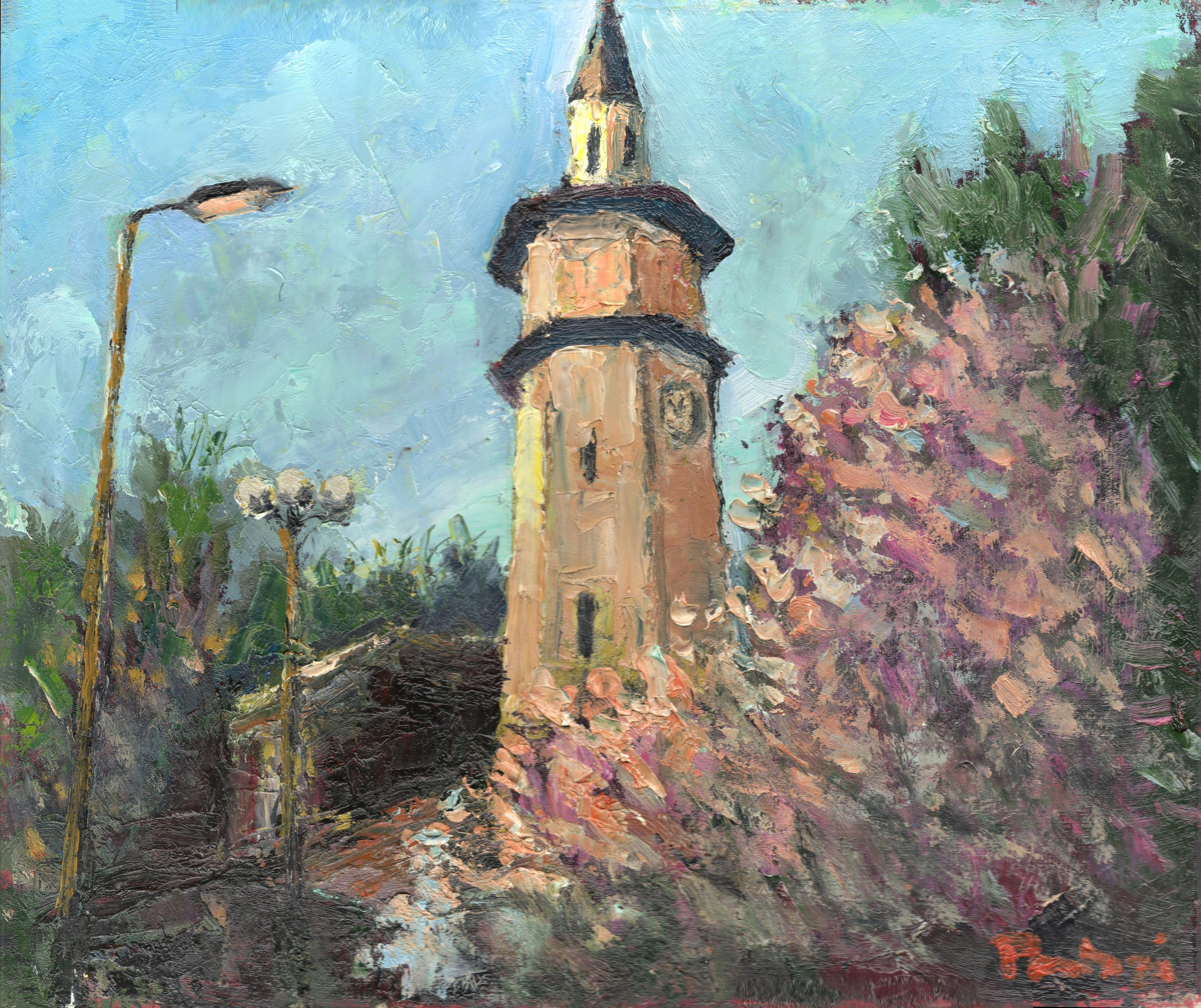
„Turnul cu ceas din Giurgiu”, pictură de Valeriu Pantazi, 2013
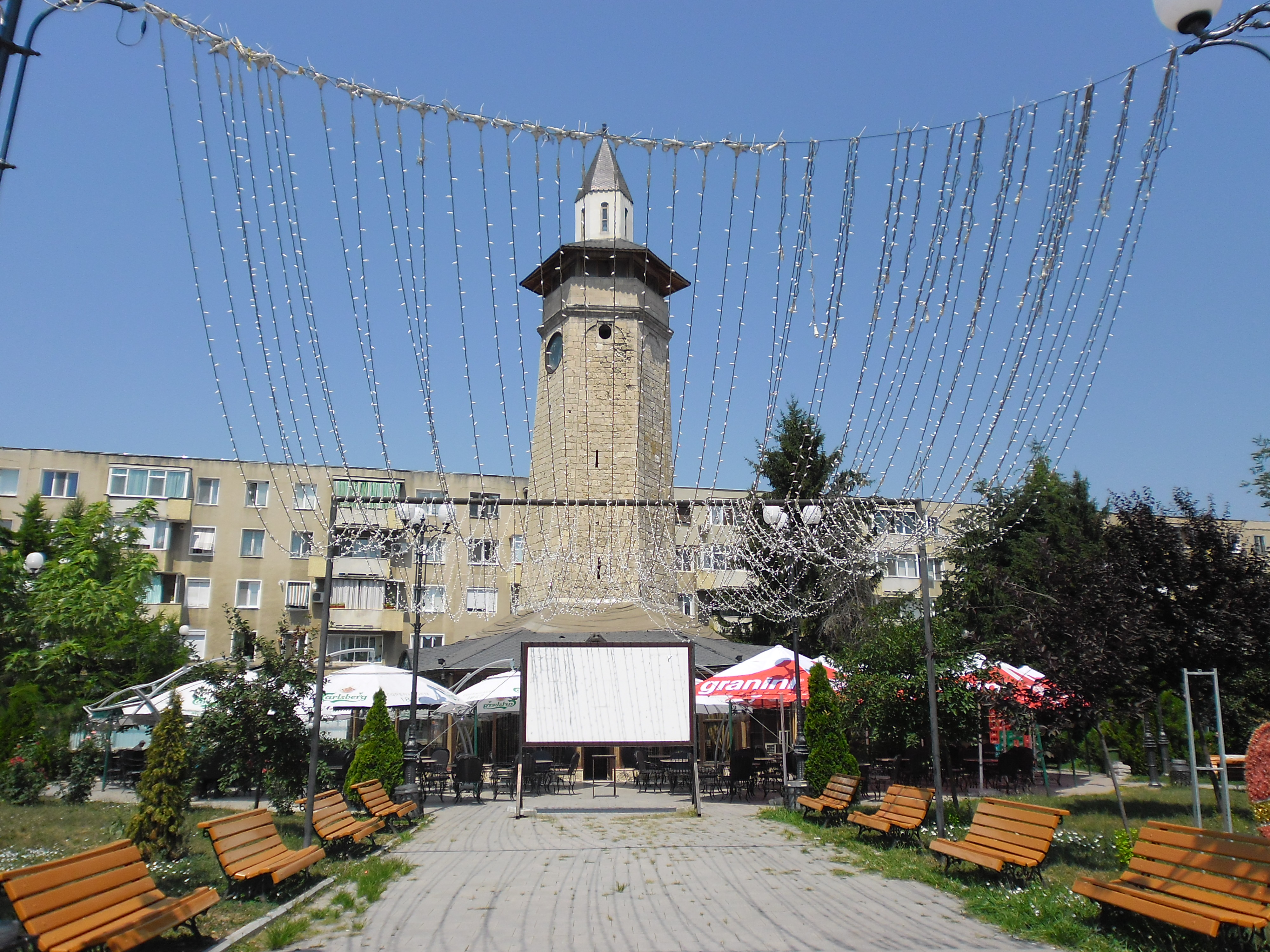
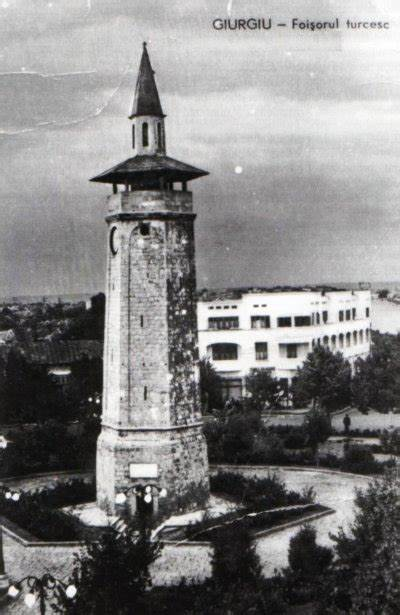
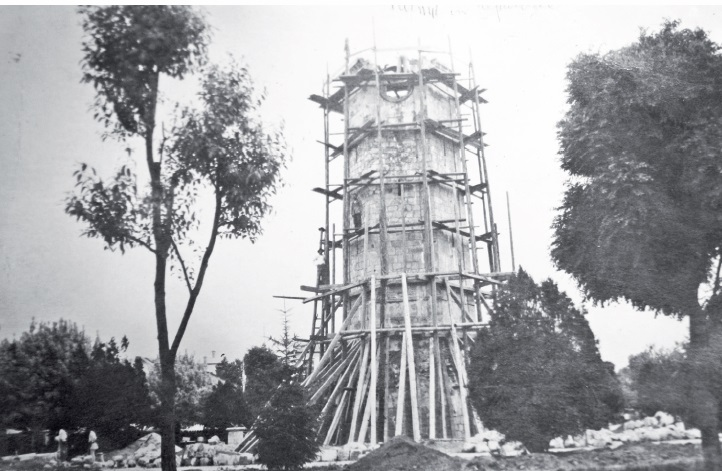
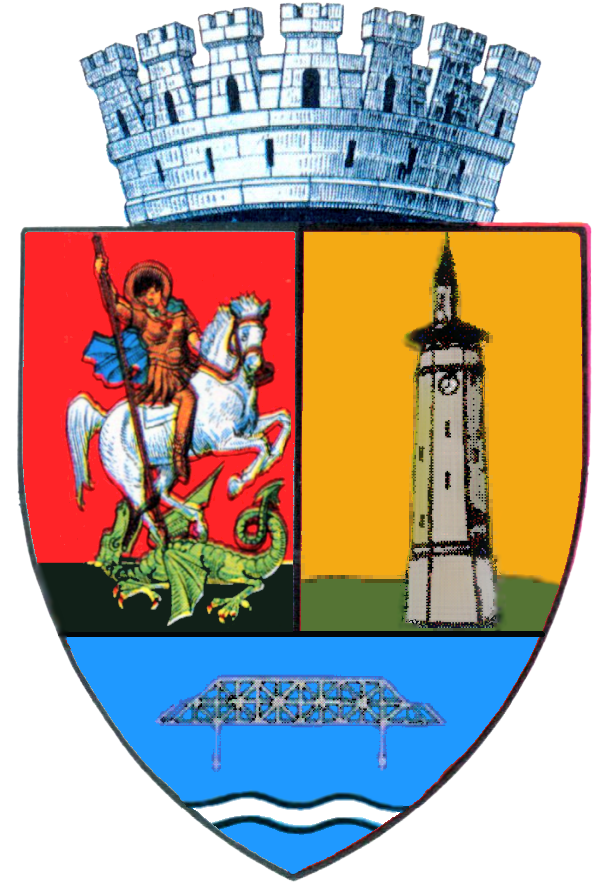
Stema județului Giurgiu